# Yasmin Qureshi
Yasmin Qureshi (née le 5 juillet 1963) est une femme politique du Parti travailliste et une avocate en droit criminel. Elle a dirigé la section de droit pénal de la Mission d'administration intérimaire des Nations unies au Kosovo et est ensuite directrice du département de l'administration judiciaire. Elle est députée pour Bolton South East depuis mai 2010. Elle est ministre fantôme du développement international en avril 2020.

## Jeunesse
Qureshi est née à Gujrat City, au Pakistan, et s'installe en Grande-Bretagne à l'âge de neuf ans. Son père est ingénieur et la famille vit à Watford. Elle est la plus jeune de trois enfants.
Elle fréquente ce qui est aujourd'hui l'Université de South Bank de Londres et obtient un BA en Droit avant d'étudier et de passer ses examens pour le Barreau du Council of Legal Education. Elle obtient une maîtrise en droit à l'University College de Londres.

## Carrière juridique
Qureshi commence sa carrière juridique au Crown Prosecution Service en tant qu'avocate interne, poursuivant au nom de la Couronne dans de nombreuses affaires criminelles.
Elle dirige la section de droit pénal de la Mission des Nations unies au Kosovo et est choisie comme coordinatrice de l'Unité juridique pénale de 2000 à 2001. Ce poste consiste à analyser les systèmes juridiques au Kosovo pour identifier leurs limites, en mettant l'accent sur des questions telles que la traite des personnes, la violence domestique, etc. Elle est ensuite nommée directrice du Département de l'administration judiciaire du Kosovo. Cela implique de travailler pour assurer la bonne administration et le contrôle des tribunaux, des procureurs et des enquêtes sur les bureaux des juges.
Elle travaille ensuite comme conseillère en droits de l'homme auprès de l'ancien maire de Londres Ken Livingstone de 2004 à 2008. Qureshi préside le groupe de travail sur les droits de l'homme et les libertés civiles de l'Association des avocats musulmans et est présidente du Pakistan Club (Royaume-Uni).
Qureshi mène un travail communautaire pendant plus de 20 ans, travaillant avec les centres juridiques locaux et le Citizen Advice Bureau parallèlement à sa carrière juridique.

## Carrière politique
À l'âge de 16 ans, Qureshi rejoint le Parti travailliste et s'investit dans la politique locale. Elle se présente, sans succès, pour le Parti travailliste dans la circonscription londonienne de Brent East en 2005. Elle est élue aux élections générales de 2010 dans le siège travailliste sûr de Bolton Sud-Est.
Elle est élue en 2010 avec 18 782 voix et 47,4% des voix et améliore ses scores depuis, avec 25 676 voix et une part de vote de 60,7% en 2017,. En 2010, Qureshi, Rushanara Ali et Shabana Mahmood, élues au même moment, sont devenues les premières femmes parlementaires musulmanes de Grande-Bretagne. Qureshi est également la première femme à être élue députée de Bolton Sud-Est.
Qureshi siège à un certain nombre de comités pendant son mandat au parlement. De son entrée au Parlement en 2010 jusqu'en 2015, elle siège au Comité de la justice. De 2013 à 2015, elle fait partie de la commission des affaires intérieures. Après les élections de 2015, elle siège à la commission des affaires étrangères. Début octobre 2016, Qureshi est nommée ministre fantôme de la Justice par le dirigeant travailliste Jeremy Corbyn.
Après l'élection de Keir Starmer à la tête du Parti travailliste, Qureshi est nommée ministre fantôme du Développement international.

## Vie privée
Qureshi est mariée à Nadeem Ashraf, qu'elle emploie en tant que chargé de dossier et agent administratif de circonscription.